# Silverio Landa Bueno
Silverio Landa Bueno es un pelotari mexicano. Durante el Campeonato del Mundo de Pelota Vasca de 2006 ganó la medalla de plata en la especialidad de mano parejas, junto a Pedro Olivos Jiménez. 